# C-32 (Spanje)
De C-32 is een belangrijke snelweg in Catalonië, Spanje. De weg is in 2004 ontwikkeld door drie bestaande autopistas en autovía's samen te voegen. Deze reorganisatie was onderdeel van de hernoeming van wegen beheerd door de Catalaanse overheid. Volgens deze hernoeming duidt het eerste nummer (C-32) op een zuidwest-noordoost weg (parallel aan de Middellandse zee kust) en het tweede nummer duidt (C-32) er op dat het de tweede weg is die het dichtst bij de Middellandse zee ligt.
Het gedeelte van de voormalige A-19 tussen Barcelona en Mataró (hernoemd naar C-31 en C-32) was de eerste autopista ooit in Spanje en werd geopend in 1969.

## Weggedeelten

### Zuidelijke gedeelte (El Vendrell-Sant Boi de Llobregat)
Het zuidelijk gedeelte van de C-32, ook bekend als de Autopista de Pau Casals (officieel) of Túnels del Garraf (onofficieel) heette voor de hernoeming van wegen in Catalonië autovía A-16. Het is een gedeeltelijke tolweg, autopista, die parallel loopt aan Barcelona's (provincie) zuidelijke Middellandse Zeekust vanaf het knooppunt met de AP-7 bij El Vendrell tot de afslag met het vliegveld van Barcelona waar het een tolvrije weg wordt bij Sant Boi de Llobregat.
Het verbindt verschillende belangrijke steden zoals Vilanova i la Geltrú, Sitges en Castelldefels en komt dicht langs het vliegveld.

### Middelste gedeelte (Sant Boi de Llobregat-Montgat)
Het middelste gedeelte correspondeert met de autovía B-20, ook bekend als de Ronda de Dalt, wat deel uitmaakt van Barcelona's Rondes (ringwegen). Omdat dit gedeelte beheerd wordt door de Spaanse overheid is het nog niet hernoemd.

### Noordelijke gedeelte (Montgat-Palafolls)
Het noordelijke deel maakte vroeger deel uit van de voormalige autopista A-19, ook bekend als Autopista del Maresme. Het begint bij de kruising met het middengedeelte (B-20) met de autovía C-31 bij Montgat en eindigt bij Palafolls waar het op de N-II aansluit. De weg doorkruist de comarca Maresme en verbindt belangrijke steden zoals Vilassar de Mar, Mataró, Arenys de Mar en Calella. Een verlenging van dit gedeelte van Palafolls naar Blanes staat gepland en is recentelijk goedgekeurd om gebouwd te gaan worden. Een verder verlenging van Blanes naar Lloret de Mar en Tossa de Mar is een controversieel onderwerp en is nog in de overlegfase.